# 龍門山魚屬
龍門山魚屬是盔甲魚類的一個屬，生活於泥盆紀早期的洛赫科夫期至布拉格期，包含兩個種，分別為模式種江油龍門山魚（L. kiangyouensis）與雲南龍門山魚（L. yunnanensis），化石分別發現於中國四川江油的平驛舖組與雲南昭通的坡松沖組。